# ディーボ・サミュエル
ディーボ・サミュエル（Deebo Samuel）ことタイシャン・ラークアン・サミュエル・シニア（Tyshun Raequan Samuel Sr., 1996年1月15日 - ）は、アメリカ合衆国サウスカロライナ州インマン出身のプロアメリカンフットボール選手。NFLのワシントン・コマンダースに所属している。ポジションはワイドレシーバー。

## 経歴

### カレッジ
サウスカロライナ大学に進学後、3年目の2017年シーズンの第3週で左足の腓骨を骨折した。当初はシーズン終盤に復帰する予定だったが、リハビリ中に別の箇所を痛め、残りのシーズンは全休した。同大学OBで、過去に同様の怪我をしたマーカス・ラッチモアからは励ましの言葉をかけられた。
その後、2018年シーズンに復帰。シーズン終了後に2019年のNFLドラフトへエントリーした。

### サンフランシスコ・49ers
ドラフト全体36位でサンフランシスコ・49ersから指名され、2019年7月25日にルーキー契約を結んだ。
1年目の2019年シーズン、チームはプレーオフを勝ち上がってスーパーボウルに出場し、カンザスシティ・チーフスと対戦。試合には敗れたものの自身は53ラン獲得ヤードを記録し、スーパーボウルにおけるワイドレシーバーの最多ラン獲得ヤード記録を更新した。
2020年シーズンは怪我や新型コロナウイルス感染に苦しみ、7試合の出場に留まった。
2021年シーズンは開幕からエースとして活躍。本来のポジションであるワイドレシーバーだけでなくランニングバックの役割もこなし、チームの攻撃の中心を担った。このシーズンは最終的にワイドレシーバーながら8つのラッシングTDを記録し、NFL記録を更新した。これらの活躍から自身初のプロボウル、オールプロファーストチームに選出された。ワイドレシーバーとランニングバックを兼任していたことから、プロボウルではポジションを「ワイドバック」と表記された。
2022年シーズン開幕前に自身の負担が大きすぎるとして不満を募らせ、トレードを要求した。しかし結果的には残留し、2022年7月31日に49ersと3年総額7,350万ドルの契約延長に合意した。

### ワシントン・コマンダース
2025年3月12日に同年のドラフト5巡目指名権とのトレードで、ワシントン・コマンダースへ移籍した。

## 人物
登録名のディーボ（Deebo）は愛称で、幼少期に映画「フライデー」にてタイニー・リスター・ジュニアが演じた同名のキャラクターになりきっていたことから、父に名付けられた。

## 詳細情報

### NFL記録
- ワイドレシーバーによるシーズン最多ラッシングTD：8（2021）